# Мухафази Бахрейну
Бахрейн поділяється на 4 мухафази (араб. محافظة; мн. محافظات «мухафазат»). Центральна мухафаза була скасована у вересні 2014 року.

## Список
| Карта    | Мухафаза | Населення (2020) | Площа (km2) | Щільність населення | Виборчі округи(2002-2014) |
| -------- | -------- | ---------------- | ----------- | ------------------- | ------------------------- |
|          | Столична | 534,939          | 68          | 7,866.8             |                           |
| Мухаррак | 268,106  | 57               | 4,703.6     |                     |                           |
| Північна | 379,637  | 175              | 2,169.4     |                     |                           |
| Південна | 305,547  | 480              | 636.6       |                     |                           |